# الفصل 27 (فلم)
الفصل 27 هو فيلم يصور اغتيال جون لينون إنتاج 2007 مستقل بقلم مارك ديفيد شابمان بطولة ليندسي لوهان. عرض لأول مرة في مهرجان سينمائي في يناير 2007 ومهرجان برلين السينمائي في فبراير شباط.

## وصلات خارجية
- مقالات تستعمل روابط فنية بلا صلة مع ويكي بيانات